# Synchlora decorata
Synchlora decorata är en fjärilsart som beskrevs av W. Warren 1901. Synchlora decorata ingår i släktet Synchlora och familjen mätare. Inga underarter finns listade i Catalogue of Life.